# Вила Сан Силвестро (Перуђа)
Вила Сан Силвестро је насеље у Италији у округу Перуђа, региону Умбрија.
Према процени из 2011. у насељу је живело 29 становника. Насеље се налази на надморској висини од 994 м.